# 大埔 (嘉義縣大字)
大埔，原稱後大埔，是臺灣嘉義縣大埔鄉的一個傳統地域名稱，日治時期曾為街庄、大字。相較於今日行政區，其範圍大致與整個大埔鄉相近，但不含和平村北部凸出部分的西北大半部，另外還包括番路鄉的草山村南端。
曾文水庫位於本地區內，是臺灣最大的水庫。

## 歷史
台灣日治初期，大埔地區為一（舊制）街庄，稱為「後大埔庄」，隸屬於嘉義東堡。該庄西北與凍仔腳庄為鄰，北與中崙庄、草山庄為鄰，東邊北段與嘉義郡蕃地為鄰，東邊南段與旗山郡蕃地為鄰，南邊為阿里關庄、密枝庄，西邊為下南勢庄、崎仔頭庄、六重溪庄、關仔嶺庄。
1901年（日治明治三十四年）11月，全台設置二十廳，該庄隸屬於嘉義廳。1903年（明治三十六年）6月，該庄編入「後大埔區」，隸屬於嘉義廳。1909年（明治四十二年）10月，合併二十廳為十二廳，後大埔區仍隸屬於嘉義廳。1920年（大正九年），廢十二廳改設五州二廳，該庄改制並簡化為「大埔」大字，隸屬於臺南州嘉義郡大埔庄（新制街庄）。
戰後大埔庄改制為大埔鄉，隸屬於臺南縣，大字亦改制為村。1950年雲、嘉、南分治，大埔鄉改隸屬於嘉義縣。

## 聚落
本地區發展較早的聚落有紅花園（已消失）、下埔（已消失）、茄苳腳、竹園仔、後大埔（今大埔）、頂下埔（已消失）、牛舌埔（已消失）、石硤內、長枝坑、頂坪林、石壁頭、水底藔等，在日治期初期的官方地圖上已有記載。

## 交通
省道台3線俗稱「內山公路」，是臺北市市區至屏東的幹道，經過本地區石硤內、大埔等聚落。由該道路北行可前往嘉義縣番路鄉南部、中埔鄉、番路鄉西北部、竹崎鄉、梅山鄉等地；南行可前往臺南市楠西區、玉井區、南化區、高雄市內門區等地。
鄉道嘉129線是獺頭至石硤內的道路。
鄉道嘉133線是石峽內至草蘭溪頭的道路。
鄉道嘉143線是石壁頭至南寮的道路。
鄉道嘉144線是大埔至大山的道路。
鄉道嘉145線是石壁頭至南寮的道路。
鄉道嘉145-1線是石面桶至曾文水庫的道路。
鄉道嘉146線是七瀨仔至第八莊的道路。
鄉道嘉149線是大茅埔至坪林的道路，續南行可銜接臺南市鄉道南179線。

## 學校
- 大埔國中小

## 設施
- 曾文水庫